# Інститут морської біології НАН України
Державна установа «Інститут морської біології НАН України» — науково-дослідний інститут Національної академії наук України, що знаходиться у місті Одесі. Створений на базі Одеської філії Інституту біології південних морів імені О. О. Ковалевського НАН України.

## Історія створення

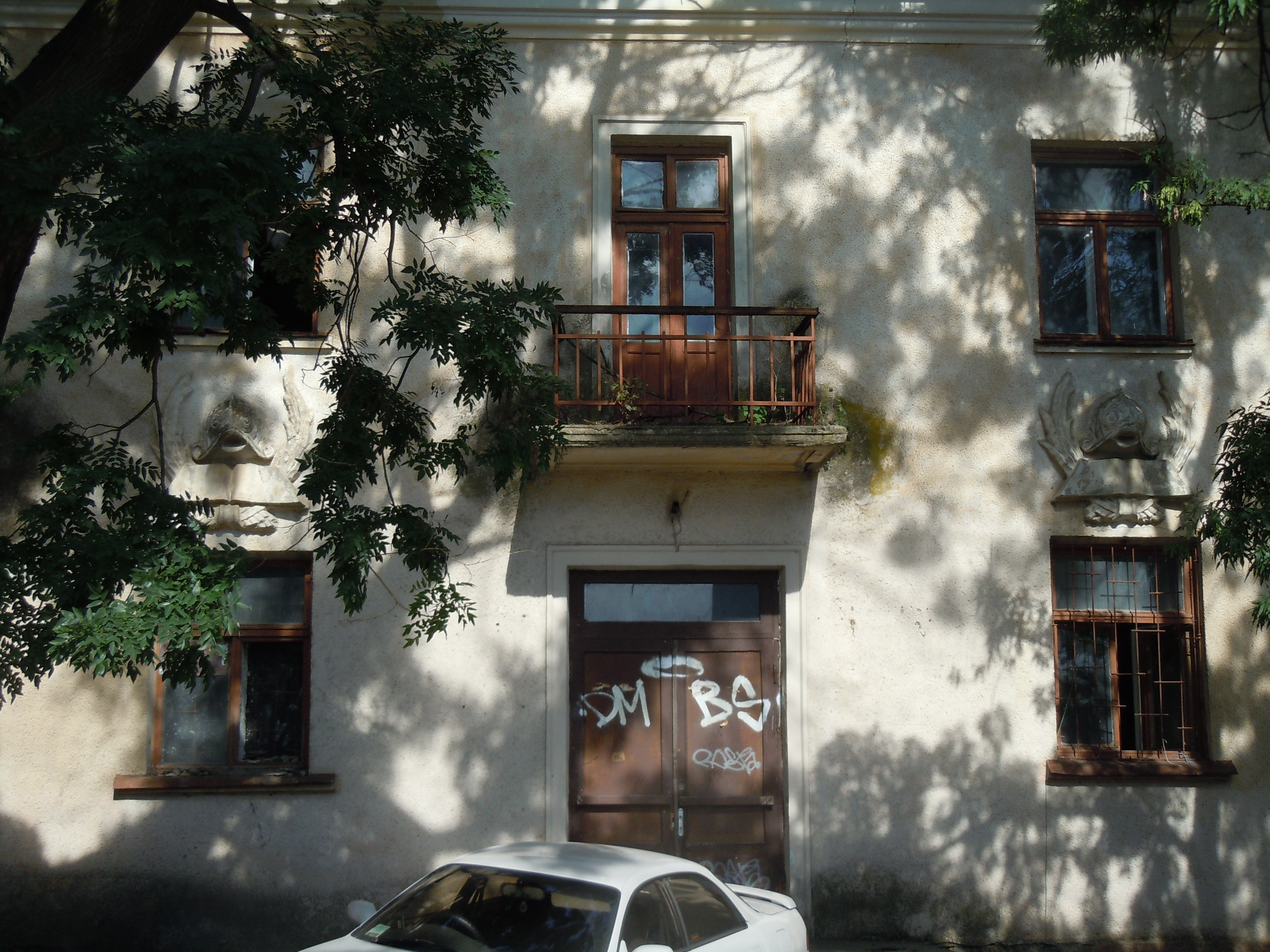
Будинок Одеської біологічної станції у селищі Люстдорф

Інститут створено 21 грудня 1953 року спеціальною постановою Ради Міністрів УРСР як «Одеська біологічна станція» Інституту гідробіології НАН України. Після створення у 1963 році Інституту біології південних морів у Севастополі біологічна станція була реорганізована постановою № 796 від 11 червня 1963 року у «Одеський філіал Інституту біології південних морів».
Тривалий час керівником біологічної станції (з 1953 по 1963 рр.), а згодом і філіалу інституту (з 1963 по 1972 рр.) був доктор біологічних наук, професор Костянтин Олександрович Виноградов. З 1972 і до 1989 року філіалом керував академік НАН України, доктор біологічних наук, професор, заслужений діяч науки і техніки України, Ювеналій Петрович Зайцев. 
З 1989 і до 1994 року керівництво інститутом перейняв доктор географічних наук, професор, Олександр Михайлович Бронфман, а Ювеналій Петрович залишився головним науковим співробітником філіалу. З 1994 року й до 2019 керівником філіалу, а згодом інституту, був доктор біологічних наук, професор Борис Георгійович Александров.
Постановою № 161 президії Національної Академії наук України, від 2 липня 2014 року, Одеський філіал Інституту біології південних морів імені О. О. Ковалевського НАН України реорганізовано у Державну установу «Інститут морської біології НАН України». Постанова набрала чинності 2 серпня 2014 року.

## Напрямки роботи
Комплексні фундаментальні та прикладні дослідження у різних галузях біології та екології водних екосистем. Основні напрямки роботи:
- Екологія водойм із впливом великих портово-промислових комплексів і агломерацій.
- Гідробіологічне поліпшення і відновлення порушених екосистем.
- Математичне моделювання водних екосистем з метою отримання об'єктивного діагнозу і прогнозів їх подальшого стану.
- Створення комп'ютерних екологічних баз даних по шельфу північно-західній частині Чорного моря, прибережних районів і лиманів у межиріччі Дунай-Дніпро.

Розробляються сучасні методи відбору і обробки гідробіологічних проб, аналізу наукової інформації. Здійснюється наукова екологічна експертиза, удосконалюються методи охорони, управління екосистемами, їх сталого розвитку. Інститут здійснює підготовку наукових кадрів через аспірантуру та докторантуру за спеціальностями 03.00.17 «гідробіологія» та 03.00.08 «зоологія».

## Наукові підрозділи інституту
- Відділ екологічної інтеграції біоциклів;
- Відділ екології крайових угруповань;
- Відділ якості водного середовища;
- Відділ морфо-функціональної екології водної рослинності.

## Пожежа 2019 року
4 грудня 2019 року в будівлі сталася пожежа. Загоряння почалося на 3-му поверсі будівлі, де розташовувався економічний коледж, потім пожежа поширилася на всю будівлю. Як повідомляють новинні сайти, «Найбільших збитків зазнала Державна установа „Інститут морської біології НАН України“: повністю знищено наукову бібліотеку установи, її лабораторне обладнання, дослідні зразки та наукові колекції». В цій самій пожежі трагічно загинули директор інституту Александров Борис Георгійович (1958 р. н.) та співробітниця Іванович Галина Валентинівна (1954 р. н.).

## Відомі співробітники
- Аблямітова Зоре Аблякимівна
- Александров Борис Георгійович
- Воробйова Людмила Вікторівна
- Дятлов Сергій Євгенович
- Зайцев Ювеналій Петрович
- Золотарьов Валентин Миколайович
- Квач Юрій Валерійович
- Михальов Юрій Олексійович
- Мінічева Галина Григорівна